# Liste der denkmalgeschützten Objekte in Mauterndorf
Die Liste der denkmalgeschützten Objekte in Mauterndorf enthält die 32 denkmalgeschützten, unbeweglichen Objekte der Gemeinde Mauterndorf im Salzburger Bezirk Tamsweg.

## Denkmäler
| Foto  |                 | Denkmal | Standort                                    | Beschreibung | Metadaten |
| ----- | --------------- | --- | ------------------------------------------- | --- | --- |
| ja    | Datei hochladen | Früher Rentamtsgebäude „Wirlehaus“, heute Schöndorfer-Wörle-Lankmayerhaus HERIS-ID: 27678 Objekt-ID: 24216 | Markt 1 Standort KG: Mauterndorf            | Das Treppengiebelhaus mit abgefastem Segmentbogenportal stammt aus dem 16. und 17. Jahrhundert. | BDA-Hist.: Q37912822 Status: Bescheid Stand der BDA-Liste: 2025-06-30 Name: Früher Rentamtsgebäude „Wirlehaus“, heute Schöndorfer-Wörle-Lankmayerhaus GstNr.: .149 Wirlehaus, Mauterndorf                 |
| ja    | Datei hochladen | Bürgerhaus, ehem. Pfarrhof HERIS-ID: 27679 Objekt-ID: 24217                                                | Markt 2, 2a Standort KG: Mauterndorf        | Der ehemalige Pfarrhof mit Segmentbogenportal und gemalter Eckquaderung wurde im 16. und 17. Jahrhundert erbaut. | BDA-Hist.: Q37912843 Status: Bescheid Stand der BDA-Liste: 2025-06-30 Name: Bürgerhaus, ehem. Pfarrhof GstNr.: .150 Markt 2, Mauterndorf                                                                  |
| ja    | Datei hochladen | Bürgerhaus, ehem. Landauerbräu HERIS-ID: 27681seit 2023                                                    | Markt 9 Standort KG: Mauterndorf            | | BDA-Hist.: Q119231413 Status: Bescheid Stand der BDA-Liste: 2025-06-30 Name: Bürgerhaus, ehem. Landauerbräu GstNr.: .154 Markt 9, Mauterndorf                                                             |
| ja    | Datei hochladen | Scheune, Neuwirt-Stadl HERIS-ID: 27687 Objekt-ID: 24225                                                    | neben Markt 11 Standort KG: Mauterndorf     | | BDA-Hist.: Q37912905 Status: Bescheid Stand der BDA-Liste: 2025-06-30 Name: Scheune, Neuwirt-Stadl GstNr.: .21                                                                                            |
| ja    | Datei hochladen | Schloss Mauterndorf/Burg HERIS-ID: 27677 Objekt-ID: 24215                                                  | Markt 27 Standort KG: Mauterndorf           | Die Burg wurde 1253 erstmals erwähnt, sie diente dem Salzburger Domkapitel zum Schutz seiner Besitzungen im Lungau. Sie besteht aus Burgfried, Palas, einem Wohnturm mit sechs Stockwerken, zwei Burghöfen und vor allem einer Kapelle mit Fresken aus dem 14. Jahrhundert. | BDA-Hist.: Q875740 Status: Bescheid Stand der BDA-Liste: 2025-06-30 Name: Schloss Mauterndorf/Burg GstNr.: .1 Mauterndorf Castle                                                                          |
| ja    | Datei hochladen | Schloßmayerhaus HERIS-ID: 27685 Objekt-ID: 24223                                                           | Markt 33 Standort KG: Mauterndorf           | Das Schlossmayerhaus wurde um 1900 umgebaut. | BDA-Hist.: Q37912880 Status: Bescheid Stand der BDA-Liste: 2025-06-30 Name: Schloßmayerhaus GstNr.: 20 Schlossmayerhaus Mauterndorf                                                                       |
| ja    | Datei hochladen | Bürgerhaus, Bäckerseppenhaus (Bäckerkeusche, Seppenhaus) HERIS-ID: 27691 Objekt-ID: 24229                  | Markt 40 Standort KG: Mauterndorf           | Das langgestreckte eingeschoßige Haus ist noch vom Stil der Spätgotik geprägt. | BDA-Hist.: Q37912920 Status: Bescheid Stand der BDA-Liste: 2025-06-30 Name: Bürgerhaus, Bäckerseppenhaus (Bäckerkeusche, Seppenhaus) GstNr.: .19/1 Bäckerkeusche, Mauterndorf                             |
| ja    | Datei hochladen | Wohnhaus, Brückenkeusche, ehem. Mühle HERIS-ID: 27692 Objekt-ID: 24230                                     | Markt 41 Standort KG: Mauterndorf           | Der Unterbau der ehemaligen Mühle stammt noch aus der Gotik; auf ihm ruht ein zweigeschoßiger Blockbau. | BDA-Hist.: Q37912938 Status: Bescheid Stand der BDA-Liste: 2025-06-30 Name: Wohnhaus, Brückenkeusche, ehem. Mühle GstNr.: .20 Brückenkeusche, Mauterndorf                                                 |
| BW    | Datei hochladen | Inventar der Brückenkeusche HERIS-ID: 264845seit 2025                                                      | Markt 41 Standort KG: Mauterndorf           | | BDA-Hist.: Q135167798 Status: Themenspeicher Stand der BDA-Liste: 2025-06-30 Name: Inventar der Brückenkeusche GstNr.: .20                                                                                |
| ja    | Datei hochladen | Bürgerhaus, Putz-Haus, Landauer HERIS-ID: 27694 Objekt-ID: 24232                                           | Markt 42 Standort KG: Mauterndorf           | Das Putzhaus südlich der Fleischbrücke weist ein gotisches Kielbogenportal auf. | BDA-Hist.: Q37912956 Status: Bescheid Stand der BDA-Liste: 2025-06-30 Name: Bürgerhaus, Putz-Haus, Landauer GstNr.: .50 Putz-Haus, Mauterndorf                                                            |
| ja    | Datei hochladen | Bürgerhaus HERIS-ID: 27695 Objekt-ID: 24233                                                                | Markt 48 Standort KG: Mauterndorf           | | BDA-Hist.: Q37912977 Status: Bescheid Stand der BDA-Liste: 2025-06-30 Name: Bürgerhaus GstNr.: 86/1 Markt 48, Mauterndorf                                                                                 |
| ja    | Datei hochladen | Bürgerhaus HERIS-ID: 27696 Objekt-ID: 24234                                                                | Markt 51 Standort KG: Mauterndorf           | | BDA-Hist.: Q37912995 Status: § 2a Stand der BDA-Liste: 2025-06-30 Name: Bürgerhaus GstNr.: .61 Bürgerhaus Mauterndorf 51                                                                                  |
| ja    | Datei hochladen | Bürgerhaus HERIS-ID: 27697 Objekt-ID: 24235                                                                | Markt 52 Standort KG: Mauterndorf           | Das Amtshaus mit einem Rundbogenportal stammt im Kern aus dem 16. Jahrhundert. | BDA-Hist.: Q37913016 Status: § 2a Stand der BDA-Liste: 2025-06-30 Name: Bürgerhaus GstNr.: .61 Gemeindeamt Mauterndorf                                                                                    |
| ja    | Datei hochladen | Bürgerhaus, Rader-Haus HERIS-ID: 27735 Objekt-ID: 24275                                                    | Markt 55 Standort KG: Mauterndorf           | | BDA-Hist.: Q37913180 Status: Bescheid Stand der BDA-Liste: 2025-06-30 Name: Bürgerhaus, Rader-Haus GstNr.: .69 Markt 55 (Raderhaus), Mauterndorf                                                          |
| ja    | Datei hochladen | Altes Mesnerhaus HERIS-ID: 27736 Objekt-ID: 24276                                                          | Markt 56 Standort KG: Mauterndorf           | Das alte Mesnerhaus mit einem Schopfwalmgiebel stammt im Kern aus dem 16. und 17. Jahrhundert. | BDA-Hist.: Q37913199 Status: Bescheid Stand der BDA-Liste: 2025-06-30 Name: Altes Mesnerhaus GstNr.: .71                                                                                                  |
| ja    | Datei hochladen | Gasthof Mauser-Mühltaler HERIS-ID: 27739 Objekt-ID: 24279                                                  | Markt 86 Standort KG: Mauterndorf           | | BDA-Hist.: Q37913216 Status: Bescheid Stand der BDA-Liste: 2025-06-30 Name: Gasthof Mauser-Mühltaler GstNr.: .109 Gasthof Mauser-Mühltaler, Mauterndorf                                                   |
| ja    | Datei hochladen | Wohn- und Geschäftshaus, ehem. sog. Mauthaus/Wallnerfranzenhaus/Wettihaus HERIS-ID: 27749 Objekt-ID: 24290 | Markt 88 Standort KG: Mauterndorf           | | BDA-Hist.: Q37913324 Status: Bescheid Stand der BDA-Liste: 2025-06-30 Name: Wohn- und Geschäftshaus, ehem. sog. Mauthaus/Wallnerfranzenhaus/Wettihaus GstNr.: .148 Markt 88 (ehem. Mauthaus), Mauterndorf |
| ja    | Datei hochladen | Flur-/Wegkapelle Gugg-Kreuz HERIS-ID: 27766 Objekt-ID: 24307                                               | bei Markt 69 Standort KG: Mauterndorf       | Das Guggkreuz unterhalb der Filialkirche St. Wolfgang ist ein neugotischer Bau mit Dreieckgiebel und Holzschindelsatteldach. | BDA-Hist.: Q37913432 Status: § 2a Stand der BDA-Liste: 2025-06-30 Name: Flur-/Wegkapelle Gugg-Kreuz GstNr.: 109 Gugg-Kreuz Mauterndorf                                                                    |
| ja    | Datei hochladen | Ölbergkapelle HERIS-ID: 28871 Objekt-ID: 25477                                                             | nördlich Markt 69 Standort KG: Mauterndorf  | Die Kapelle bei der Filialkirche St. Wolfgang ist ein achteckiger Bau von 1824 und zeigt volkstümliche Ölbergszenen. | BDA-Hist.: Q37922085 Status: § 2a Stand der BDA-Liste: 2025-06-30 Name: Ölbergkapelle GstNr.: 1571 Ölbergkapelle St Wolfgang Mauterndorf                                                                  |
| ja    | Datei hochladen | Wohnhaus, Druckerhaus HERIS-ID: 27742 Objekt-ID: 24282                                                     | Markt 107 Standort KG: Mauterndorf          | | BDA-Hist.: Q37913236 Status: § 2a Stand der BDA-Liste: 2025-06-30 Name: Wohnhaus, Druckerhaus GstNr.: .136/1 Druckerhaus Mauterndorf                                                                      |
| ja    | Datei hochladen | Schüttkasten, Wallnerkasten HERIS-ID: 27684 Objekt-ID: 24222seit 2012                                      | bei Markt 109 Standort KG: Mauterndorf      | Der Getreidespeicher mit barocker Portaleinfassung wurde um 1700 erbaut. | BDA-Hist.: Q37912862 Status: Bescheid Stand der BDA-Liste: 2025-06-30 Name: Schüttkasten, Wallnerkasten GstNr.: .159 Wallnerkasten Mauterndorf                                                            |
| ja    | Datei hochladen | Bahnhofsanlage Mauterndorf HERIS-ID: 27744 Objekt-ID: 24284seit 2017                                       | Markt 154 Standort KG: Mauterndorf          | | BDA-Hist.: Q37913254 Status: Bescheid Stand der BDA-Liste: 2025-06-30 Name: Bahnhofsanlage Mauterndorf GstNr.: 1629, .226, .227, .228, .229 Bahnhof Mauterndorf                                           |
| ja    | Datei hochladen | Kirchhof St. Gertraud HERIS-ID: 27746 Objekt-ID: 24287                                                     | St. Gertrauden Standort KG: Mauterndorf     | | BDA-Hist.: Q37913273 Status: § 2a Stand der BDA-Liste: 2025-06-30 Name: Kirchhof St. Gertraud GstNr.: 410/2 Kirchhof St Gertraud (Mauterndorf)                                                            |
| ja    | Datei hochladen | Kath. Filialkirche hl. Gertraud HERIS-ID: 27676 Objekt-ID: 24214                                           | St. Gertrauden Standort KG: Mauterndorf     | Die Filialkirche in St. Gertrauden nordöstlich von Mauterndorf ist ein romanischer Bau mit geringfügigen gotischen und barocken Veränderungen. An das schlichte romanische Langhaus schließen im Osten der um drei Stufen erhöhte einjochige Chor sowie eine romanische Apsis mit halbrundem Schluss an. Der Turm mit Zwiebelhelm steht südlich am Langhaus. Der barocke Hochaltar stammt aus der Mitte des 18. Jahrhunderts. Im Inneren sind auch mehrere Epitaphien sowie Bilder aus dem 17. und 18. Jahrhundert erhalten. | BDA-Hist.: Q37912796 Status: § 2a Stand der BDA-Liste: 2025-06-30 Name: Kath. Filialkirche hl. Gertraud GstNr.: .199 Sankt Gertraud, Mauterndorf                                                          |
| ja    | Datei hochladen | Kath. Filialkirche hl. Wolfgang HERIS-ID: 27674 Objekt-ID: 24212                                           | St. Wolfgang Standort KG: Mauterndorf       | Die kleine, im Jahr 1647 geweihte Barockkirche steht im Südwesten von Mauterndorf auf einem Hügel. An das schlichte einschiffige Langhaus mit einem Kreuzgratgewölbe schließt westlich der ungegliederte Turm an. Der frühbarocke Hochaltar stammt aus dem Jahr 1642. | BDA-Hist.: Q37912760 Status: § 2a Stand der BDA-Liste: 2025-06-30 Name: Kath. Filialkirche hl. Wolfgang GstNr.: .86 Kirche St Wolfgang Mauterndorf                                                        |
| ja    | Datei hochladen | Kath. Pfarrkirche hl. Bartholomäus HERIS-ID: 27675 Objekt-ID: 24213                                        | Standort KG: Mauterndorf                    | Die Pfarrkirche im Süden des Marktplatzes ist im Kern gotisch, wurde im 17. und 18. Jahrhundert jedoch großzügig umgebaut. Das barocke Langhaus mit seitlichen Erweiterungen von 1795 weist noch ein gotisches Emporenjoch auf. Der etwas erhöhte Chor stammt aus den Jahren 1640 bis 1646. Der vorgestellte Westturm ist im unteren Teil gotisch und wurde 1746 erhöht. Der Hochaltar aus dem Jahr 1702 stand einst in der Pfarrkirche Tamsweg.                                                                             | BDA-Hist.: Q37912778 Status: § 2a Stand der BDA-Liste: 2025-06-30 Name: Kath. Pfarrkirche hl. Bartholomäus GstNr.: .67 Pfarrkirche hl. Bartholomäus (Mauterndorf)                                         |
| ja BW | Datei hochladen | Fleischbrücke HERIS-ID: 27682 Objekt-ID: 24220                                                             | Standort KG: Mauterndorf                    | | BDA-Hist.: Q35858628 Status: § 2a Stand der BDA-Liste: 2025-06-30 Name: Fleischbrücke GstNr.: 1606/2 Fleischbrücke, Mauterndorf                                                                           |
| ja    | Datei hochladen | Flur-/Wegkapelle Pöllnkreuz HERIS-ID: 27748 Objekt-ID: 24289                                               | Standort KG: Mauterndorf                    | Die Wegkapelle nahe dem Weiler St. Gertrauden ist ein neugotischer Bau mit einem Spitzbogenportal und einem kleinen Altar vom Ende des 19. Jahrhunderts. | BDA-Hist.: Q37913292 Status: § 2a Stand der BDA-Liste: 2025-06-30 Name: Flur-/Wegkapelle Pöllnkreuz GstNr.: 486 Wegkapelle Pöllnkreuz, Mauterndorf                                                        |
| ja    | Datei hochladen | Kalkofen HERIS-ID: 28907 Objekt-ID: 25518                                                                  | Standort KG: Mauterndorf                    | Der gut erhaltene Kalkofen mit hohem rundem Schlot steht an der Straße nach Tweng. | BDA-Hist.: Q37922308 Status: § 2a Stand der BDA-Liste: 2025-06-30 Name: Kalkofen GstNr.: 1478 Kalkofen Mauterndorf                                                                                        |
| ja    | Datei hochladen | Tschitschanerkreuz HERIS-ID: 27767 Objekt-ID: 24308                                                        | nahe Katschberg Straße Standort KG: Neusess | Der gotische Bau mit Spitzbogen und Holzschindelsatteldach steht an der Straße nach St. Michael. | BDA-Hist.: Q37913452 Status: Bescheid Stand der BDA-Liste: 2025-06-30 Name: Tschitschanerkreuz GstNr.: 158                                                                                                |
| ja    | Datei hochladen | Moar-Kasten HERIS-ID: 27763 Objekt-ID: 24304                                                               | bei Steindorf 12 Standort KG: Steindorf     | Der Moar-Kasten ist ein gut erhaltener, regional typischer, gezimmerter Holzkasten aus dem 17. Jahrhundert. | BDA-Hist.: Q37913412 Status: § 2a Stand der BDA-Liste: 2025-06-30 Name: Moar-Kasten GstNr.: 572 Moar-Kasten Steindorf                                                                                     |
| ja    | Datei hochladen | Flur-/Wegkapelle Drei Kreuze HERIS-ID: 27768 Objekt-ID: 24309                                              | Standort KG: Steindorf                      | | BDA-Hist.: Q37913473 Status: § 2a Stand der BDA-Liste: 2025-06-30 Name: Flur-/Wegkapelle Drei Kreuze GstNr.: 669 Wegkapelle drei Kreuze, Mauterndorf                                                      |
| ja    | Datei hochladen | Flur-/Wegkapelle Kerschatlkreuz HERIS-ID: 27762 Objekt-ID: 24303                                           | Standort KG: Steindorf                      | Der quadratische Bau mit Zeltdach enthält volkstümliche Bilder aus dem 19. Jahrhundert. | BDA-Hist.: Q37913392 Status: § 2a Stand der BDA-Liste: 2025-06-30 Name: Flur-/Wegkapelle Kerschatl-Kreuz GstNr.: 617 Kerschatlkreuz Steindorf                                                             |